# هاري إلتون
هاري إلتون هو منتج تلفزيوني ومقدم تلفزيوني ومذيع أخبار كندي، ولد في 5 يناير 1930 في تورونتو في كندا، وتوفي في 16 مايو 2004 في لاسا في الصين.

## وصلات خارجية
- هاري إلتون على موقع IMDb (الإنجليزية)